# Vito Genovese
 (novembre 2023).
Si vous disposez d'ouvrages ou d'articles de référence ou si vous connaissez des sites web de qualité traitant du thème abordé ici, merci de compléter l'article en donnant les références utiles à sa vérifiabilité et en les liant à la section « Notes et références ».
Vito Genovese est un mafieux italo-américain. Il est né à Risigliano, frazione de Tufino, près de Naples en Italie le 21 décembre 1897, et mort dans la prison de Springfield dans le Missouri aux États-Unis le 14 février 1969. Il fut le parrain de la famille Genovese de 1957 à 1959. C'est lui qui commit l'un des meurtres qui provoqua en 1930 la guerre des Castellammarese, celui de Gaetano Reina[réf. nécessaire].

## Second de Luciano
Genovese émigra à New York en 1913. Il commença sa carrière criminelle dans les rues de la ville par de petites bagarres, avant de devenir un meurtrier. Lucky Luciano ayant besoin d'hommes fiables n'ayant peur de rien, Genovese se fit recruter. Commença alors une carrière mafieuse en tant que second de Luciano en compagnie de Meyer Lansky, Bugsy Siegel, Frank Costello et Albert Anastasia. Lors de la guerre des Castellammarese, le groupe s'est rangé aux côtés de Joe « le boss » Masseria qui était en guerre contre une autre faction, celle de Salvatore Maranzano aussi accompagné de « jeunes loups » (Joe Bonanno, Tommy Lucchese…). Ne voyant pas d'issue au conflit, Luciano complota avec Maranzano contre Masseria, qui fut assassiné le 15 avril 1931. Genovese participa à la liquidation de ce dernier dans des conditions mal définies. Cinq mois plus tard, Luciano commandita l'assassinat de Maranzano par des hommes de main de Meyer Lansky, puis organisa la répartition des pouvoirs et l'arbitrage entre les cinq familles mafieuses de New York

## L'exil italien
Après l'incarcération, en 1936, de Luciano, dirigeant de la mafia américaine, Genovese vit une occasion de grimper dans la hiérarchie criminelle et entama une série d'assassinats pour s'imposer. L'une de ses premières victimes fut un racketteur de faible envergure, Ferdinand « The Shadow » Boccia. L'un des tueurs, à son tour menacé, dénonça le commanditaire, et Vito Genovese fut obligé de s'enfuir en Italie en 1937.
Dans l'Italie fasciste, il devint l'un des proches amis de Benito Mussolini. Selon certaines sources, il organisa ensuite l'assassinat en 1943, à New York, de l'éditeur et opposant italien Carlo Tresca. A. M. Destefano met en doute cette affirmation, expliquant qu'en 1942, Mussolini était aux abois et avait d'autres soucis que l'exécution d'un opposant à l'étranger et en citant le biographe de Tresca, Nunzio Pernicone. La même année, lorsque les Américains débarquèrent en Sicile, il se rangea à leurs côtés, se fit employer comme interprète et s'enrichit considérablement avec le marché noir. Repéré par un jeune sergent de la police militaire, Genovese fut interpellé et renvoyé aux États-Unis, où il était toujours recherché pour meurtre. Mais l'affaire fut aussitôt classée, l'un des témoins à charge ayant été empoisonné alors qu'il se trouvait dans les locaux de la police.

## La prise du pouvoir

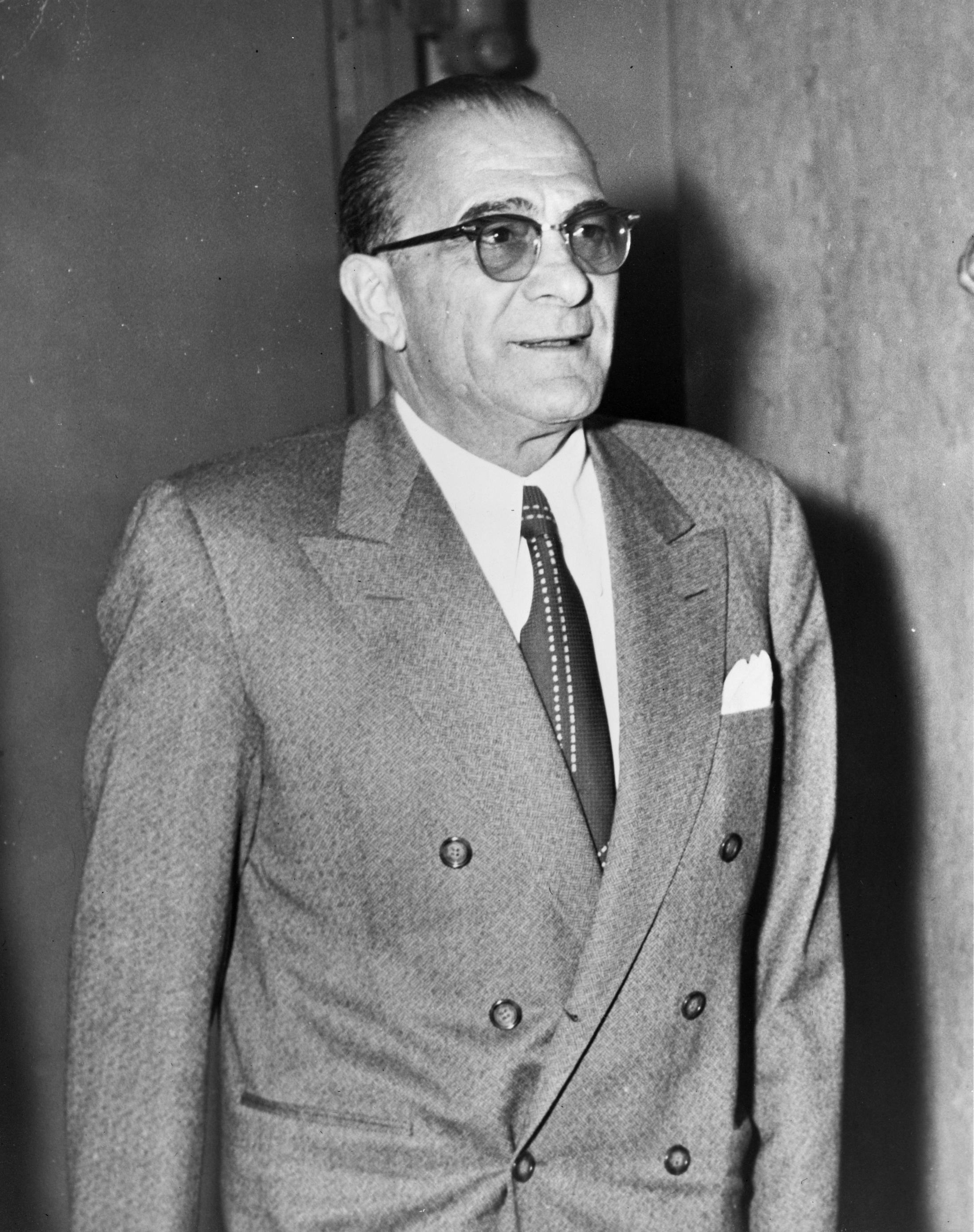
Vito Genovese en 1959

En 1946, Vito Genovese participa à la conférence de La Havane, où il comptait prendre le pouvoir sur la mafia américaine. Albert Anastasia et Lucky Luciano firent front contre lui. Ce dernier, revenu de son exil en Italie, leader contesté seulement par Genovese, lui interdit de vendre de la drogue. Une altercation éclata entre Luciano et Genovese, qui s'en sortit avec plusieurs côtes brisées, mais finalement, les participants à cette réunion parvinrent à éviter une nouvelle vendetta.
Vito Genovese s'investit malgré tout dans la vente de drogue et lorgna sur la famille de Lucky Luciano, dont il était l'underboss (commandant en second). Désirant toujours devenir capo di tutti capi (chef de tous les chefs), il entreprit une série d'assassinats parmi les pontes de la mafia américaine. En 1951, lors d'une réunion de la Commission, il appuya, contre l'avis de Frank Costello et Joe Adonis, mais comme Albert Anastasia, l'élimination de Willie Moretti, chef de la mafia du New Jersey, qui avait violé l'omerta devant la commission sénatoriale Kefauver. L'underboss de la Famille Mangano, Carlo Gambino qui voulait lui aussi prendre la place de son boss, complota avec Genovese pour éliminer leurs patrons respectifs.
En avril 1957, il commandita l'assassinat de Frank Costello, mais celui-ci ne fut que blessé. Il décida néanmoins de prendre sa retraite, et Genovese put prendre le contrôle de la famille Luciano, qui prit le nom de famille Genovese. Dans la même année, on suppose que Carlo Gambino fit exécuter Anastasia par une équipe de trois tueurs menée par Joseph Biondo.

## La chute
En novembre 1957, Genovese, organise chez Joseph Barbara, à Apalachin, dans l'État de New York, une réunion des principaux chefs mafieux, pour se faire introniser capo di tutti capi. Joseph Bonanno, Carlo Gambino, Sam Giancana et Santo Trafficante, entre autres, étaient présents. Un policier de l'État remarque le manège des voitures de luxe, note les immatriculations des véhicules, puis fait encercler la propriété. Plusieurs mafieux essaient de fuir à travers champs, mais la plupart sont arrêtés et l'intronisation de Genovese tourne au fiasco. Un des résultats les plus immédiats de ce meeting d'Apalachin est qu'il a aidé a confirmer l'existence d'une mafia américaine auprès du public. La version du coup de filet chanceux défendue par les autorités est contredite par une autre version, qui fait de Lucky Luciano et Meyer Lansky les informateurs de la police.
En 1959, Genovese est accusé de trafic d'héroïne et condamné à 15 ans de prison. Selon certaines sources il aurait été victime d'un traquenard tendu par Lucky Luciano et Frank Costello pour venger la tentative d'assassinat sur Costello. Tommy Eboli devient l’acting boss de la Famille mais Genovese resta le véritable patron. Vito Genovese meurt en prison à la suite d'une crise cardiaque le 14 février 1969 à l'âge de 71 ans.

## Dans les arts et la culture populaire

### Filmographie

#### Cinéma
Il est incarné par Lino Ventura dans le film de Terence Young Cosa Nostra en 1972, par Charles Cioffi dans le film de Francesco Rosi Lucky Luciano en 1974 et par Robert Miano dans le téléfilm de John McNaughton Le Manipulateur en 1999. Il est cité par Robert De Niro dans Malavita (2013). Ce dernier l'incarne ensuite dans le film The Alto Knights de Barry Levinson, prévu pour 2025.